# Gran Premio Costa degli Etruschi
Il Gran Premio Costa degli Etruschi, conosciuto anche come G.P. Donoratico, è una corsa in linea maschile di ciclismo su strada che si svolge annualmente sulla Costa degli Etruschi, in Italia. Dal 2005 fa parte del circuito UCI Europe Tour come gara di classe 1.1.

## Storia
Il Gran Premio Costa degli Etruschi è una gara relativamente giovane a livello europeo, essendo nata nel 1996. Per i primi sei anni di esistenza rimase un evento esclusivamente nazionale, non venne incluso nel calendario della UCI e dunque non assegnava punti in classifica. Solo dal 2002 venne incluso nel calendario UCI, con un ranking di 1.3. Nonostante nei primi anni non fosse una gara ufficiale, vi partecipavano i corridori più importanti e molte delle principali squadre italiane. Questa corsa infatti viene vista da molti ciclisti come il perfetto inizio della propria stagione. Nell'edizione 2009 hanno partecipato nomi illustri quali Damiano Cunego, Alessandro Ballan (alla sua prima uscita con la maglia iridata conquistata a Varese), Alessandro Petacchi, Vincenzo Nibali e Ivan Basso. Quest'ultimo era alla sua prima gara italiana dopo il rientro dalla squalifica per il coinvolgimento nell'Operación Puerto.
La corsa divenne famosa nel 1998, quando 25.000 persone assistettero alla vittoria dello sprinter toscano Mario Cipollini, la prima delle due edizioni che vincerà (la seconda nel 2000). Anche l'ucraino Jurij Metlušenko ottenne due vittorie, nel 2002 e nel 2004, ma il record di vittorie è detenuto da Alessandro Petacchi, giunto primo sul traguardo per sei volte consecutive dal 2005 al 2010. Tuttavia la vittoria del 2008 gli è stata revocata, ed assegnata a Gabriele Balducci, a causa della positività al Giro d'Italia 2007 dello spezzino.
Nel 2013 alcuni problemi economici hanno fatto slittare l'appuntamento con il GP Costa degli Etruschi a settembre. Dal 2014 la corsa è tornata a disputarsi regolarmente nel mese di febbraio.

## Percorso
La gara era originariamente disputata su una distanza di 153 chilometri, aumentati nel corso degli anni fino agli attuali 193. Il percorso è prevalentemente pianeggiante e favorevole agli sprinter. I primi 30 km sono perfettamente pianeggianti e, partendo da San Vincenzo, vanno verso nord lungo la costa di Cecina. Qui si sposta all'interno della provincia di Livorno e affronta due modeste ascese, i 275 metri del Guardistallo (il punto più alto della corsa), dopo 39 e 79 km. La seconda parte della gara consiste in due giri di un circuito di 24,3 km, seguiti da cinque giri di un circuito di 10,15 km. Entrambi i circuiti sono prevalentemente pianeggianti e circondano la città di Donoratico dove la gara finisce sul traguardo di Via Aurelia.

## Albo d'oro
Aggiornato all'edizione 2017.
| Anno | Vincitore           | Secondo            | Terzo                  |
| ---- | ------------------- | ------------------ | ---------------------- |
| 1996 | Fabrizio Guidi      | Biagio Conte       | Marco Antonio Di Renzo |
| 1997 | Biagio Conte        | Fabio Baldato      | Fabrizio Guidi         |
| 1998 | Mario Cipollini     | Nicola Minali      | Léon van Bon           |
| 1999 | Endrio Leoni        | Mario Traversoni   | Massimo Strazzer       |
| 2000 | Mario Cipollini     | Endrio Leoni       | Mauro Zinetti          |
| 2001 | Fabio Sacchi        | Gabriele Balducci  | Volodymyr Duma         |
| 2002 | Jurij Metlušenko    | Mario Manzoni      | Guido Trenti           |
| 2003 | Jaan Kirsipuu       | Fred Rodriguez     | Werner Riebenbauer     |
| 2004 | Jurij Metlušenko    | Andrus Aug         | Crescenzo D'Amore      |
| 2005 | Alessandro Petacchi | Luciano Pagliarini | Francesco Chicchi      |
| 2006 | Alessandro Petacchi | Daniele Bennati    | Danilo Napolitano      |
| 2007 | Alessandro Petacchi | Gabriele Balducci  | Daniele Bennati        |
| 2008 | Gabriele Balducci   | Francesco Chicchi  | Danilo Napolitano      |
| 2009 | Alessandro Petacchi | Jacopo Guarnieri   | Robert Hunter          |
| 2010 | Alessandro Petacchi | Alberto Loddo      | Fabio Sabatini         |
| 2011 | Elia Viviani        | Roberto Ferrari    | Elia Favilli           |
| 2012 | Elia Viviani        | Sacha Modolo       | Filippo Baggio         |
| 2013 | Michele Scarponi    | Diego Ulissi       | Filippo Pozzato        |
| 2014 | Simone Ponzi        | Mauro Finetto      | Andrea Pasqualon       |
| 2015 | Manuel Belletti     | Davide Viganò      | Niccolò Bonifazio      |
| 2016 | Grega Bole          | Francesco Gavazzi  | Diego Ulissi           |
| 2017 | Diego Ulissi        | Manuel Belletti    | Francesco Gavazzi      |